# Mônica Apor
Mônica Apor (São Paulo, 22 de janeiro de 1981) é uma jornalista e radialista brasileira.

## Carreira
Descendente de judeus húngaros, aos 18 anos, entrou para a faculdade de Rádio e TV na Universidade Metodista de São Paulo. Lá conheceu seu colega Rodrigo Scarpa, que a levou para o time dos estagiários na rádio Jovem Pan FM. Estagiando na área de promoção e eventos, Mônica teve oportunidade de fazer participações no quadro Boi na Linha, do programa Pânico, ao lado de Wellington Muniz, enquanto estagiava numa produtora de vídeo, fazia também figuração no Programa do Jô, na Rede Globo.
No último ano da faculdade, Mônica Apor fez estágio na RedeTV!, sendo contratada como assistente de produção e em seguida passou a produtora. Convidada a fazer um teste de vídeo, foi aprovada e se tornou repórter do programa TV Fama da RedeTV!.
Em 29 de dezembro de 2011 foi noticiado que Mônica havia deixado a RedeTV! e foi para a Rede Bandeirantes onde passa a integrar a equipe do Muito +, que estreou em 9 de janeiro de 2012. Também fez reportagens para o Dia Dia e passou a apresentar o Zoo e as coberturas do Band Folia. Pelo BandSports, apresentou o Maratona durante os Jogos Olímpicos de Verão de 2016.
Em abril de 2010 foi uma escolhida como uma das mais belas repórteres do Brasil, segundo a revista Vip. Em julho de 2010, Mônica foi capa da edição brasileira da Playboy. Em junho de 2011 foi capa da Maxim.
No carnaval de 2011, foi "musa" da escola de samba Dragões da Real.
Em 2018, passou a comandar o programa de rádio Rock a 3 na Kiss FM. Também comanda a série de sexo e comportamento da marca de preservativos Prudence, Prudence Delicious, pelo Facebook e Youtube da empresa.
Em 2019, estreou no SBT como repórter do Triturando e atual Fofocalizando.
Em 2022, volta a RedeTV! e ao TV Fama.

## Vida pessoal
É casada com o empresário Shemuel Shoel. Em setembro de 2015, nasce o filho do casal Johnny Apor Shoel.